# Honda Domani
Honda Domani (яп. ホンダ・ドマーニ) — субкомпактный автомобиль, выпускавшийся с 1992 по 2000 год японской компанией Honda.

## Первое поколение: MA4-7 (1992—1997)
Механически первое поколение Honda Domani было идентично Honda Civic начала 1990-х годов (код EG). С 1992 по 1997 год автомобиль оснащался 1,6-литровым и 1,8-литровым двигателями, а в 1994 году в моторную гамму был добавлен 1,5-литровый двигатель. Автомобиль выпускался в кузове четырёхдверный седан. Комплектации — Ri, Vi, Si, Si G и Ri F. В комплектациях Si и Si G применялся 1,8-литровый двигатель.

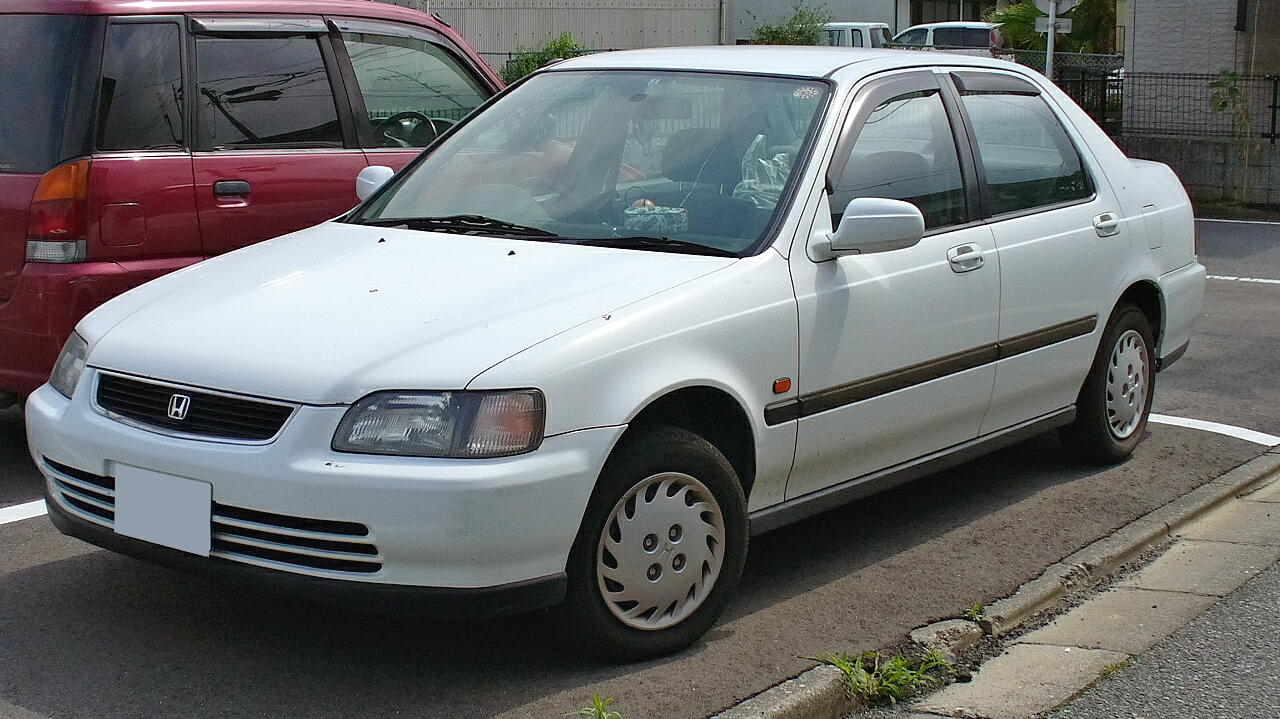
Вид спереди
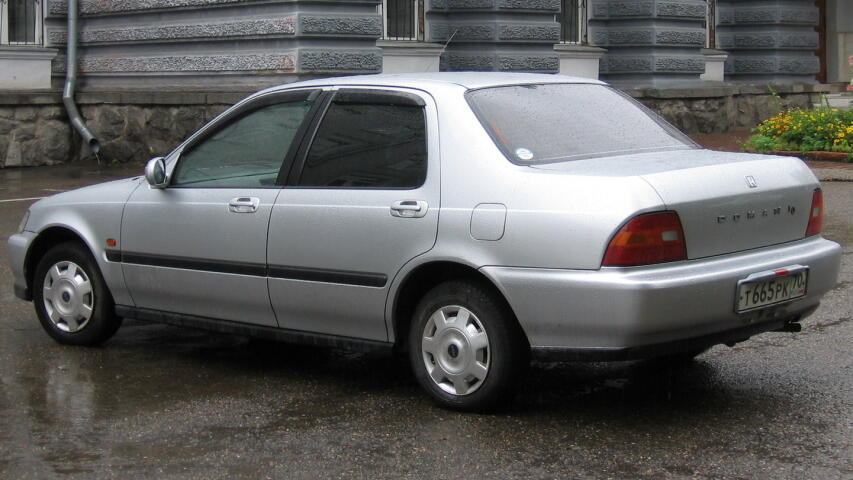
Вид сзади

## Второе поколение: MB3-5 (1997—2000)
Второе поколение Honda Domani было представлено 31 января 1997 года. Автомобили выпускались на базе EK Civic.

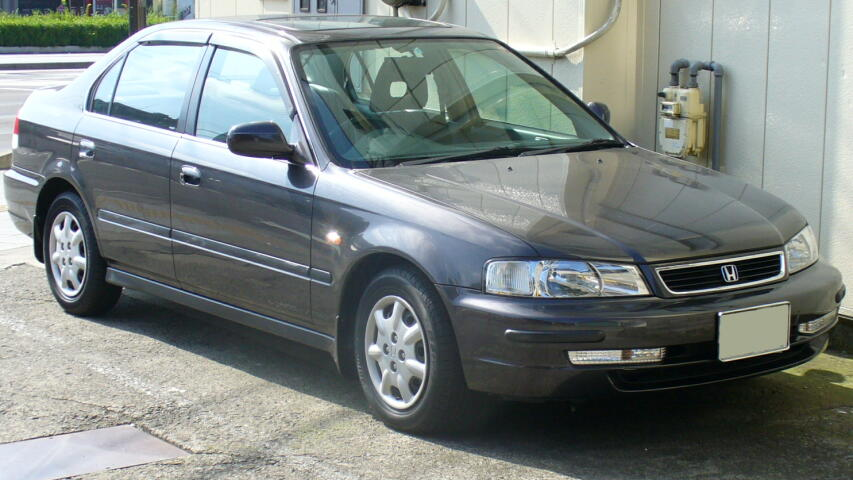
Вид спереди
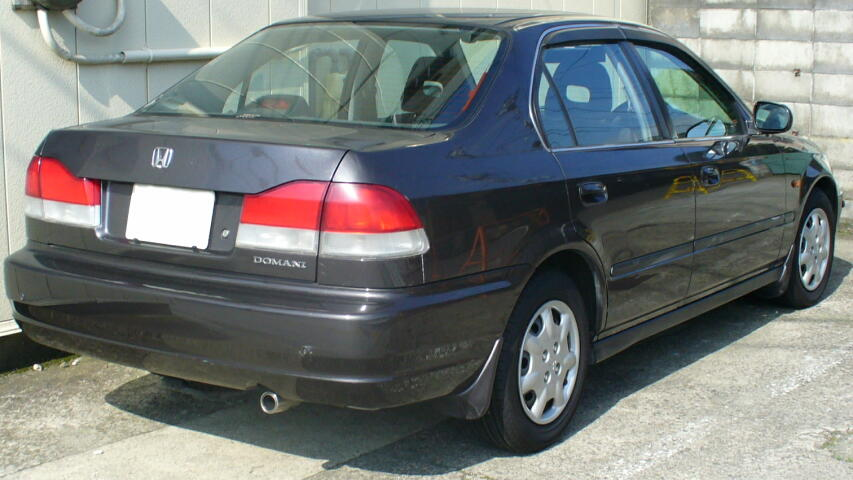
Вид сзади